# Sierra del Burro
La Sierra del Burro, también llamada Serranías del Burro, es una subprovincia fisiográfica de la Sierra Madre Oriental en su extremo norte, en el estado de Coahuila, México. La sierra comienza en el Río Bravo, cerca del Parque nacional Big Bend en Texas y se extiende al sureste por aproximadamente 110 km, alcanzando una elevación máxima de 2042 m s. n. m. (metros sobre el nivel del mar).

## Fisiografía
La Serranía del Burro ocupa 13 233.09 km² del área total de la entidad e incluye partes de los municipios de Acuña, Guerrero, Múzquiz, Sabinas, Villa Unión y Zaragoza; así como secciones muy pequeñas de los de Juárez, Morelos y San Juan de Sabinas. La zona que propiamente comprende a la serranía del Burro y que se levanta en el norte de la subprovincia presenta una falla normal sobre su flanco noroeste, es accidentada en su parte central, donde incluye un sistema radial de valles angostos, pero mucho más tendida hacia el este y el sureste; hacia donde la sierra se hace más estrecha y baja en altitud hasta rematar en el lomerío de Peyotes, al este de Nueva Rosita. En la parte central de la serranía domina la roca caliza; y en las zonas de declive las asociaciones de caliza-lutita. Una serie de intrusiones ígneas atraviesa de este a oeste la Serranía del Burro a la altura de Villa Acuña y una de ellas; en el Cerro El Colorado, integra la cumbre más alta de la serranía con 1445 m s. n. m. (metros sobre el nivel del mar). Esta cima tiene una peculiar morfología de caldera, al centro de la que se eleva el macizo de roca ígnea intrusiva. Esta caldera circular; que mide unos 8 km de diámetro, se destaca en imágenes de satélite.
A pesar de que los valles angostos de la parte central de la serranía quizá sean reliquias de climas antiguos más húmedos, la subprovincia es muy pobre en arroyos de importancia; aunque presenta una única bajada hacia el río Bravo, que queda en la vecina provincia de las Grandes Llanuras de Norteamérica. La carencia de drenaje podría no solo deberse a la aridez del clima, sino también a la infiltración de agua al subsuelo en la región central de la subprovincia, donde dominan las calizas.

## Geografía
La Sierra del Burro aumenta su altitud y ancho de norte a del sur. En extremo norte, cercano el Río Bravo, la Sierra tiene aproximadamente 24 km de ancho y tiene una elevación máxima de aproximadamente 910 m s. n. m. (metros sobre el nivel del mar). En su extremo sur, aproximadamente en la latitud 28°30′ N, tiene un ancho de más de 64 km y una altitud máxima de 2042 m s. n. m. No hay un límite sur claramente definido para la Sierra del Burro, donde se une con la Sierra del Carmen.
El Río San Rodrigo es el río más grande originando en la Sierra del Burro. La cuenca de la sierra es el Río Bravo. La Sierra está localizada en el Desierto de Chihuahua, y la mayoría de la vegetación es semiárida o matorral desértico árido, incluyendo chaparral y matorral Tamaulipeco. Hay bosques de roble en elevaciones sobre los 1500 m s. n. m. Entre la fauna está el oso negro americano, una especie amenazada en México, excepto la Sierra del Burro donde todavía se le encuentra en buena cantidad. También castor en la Sierra. Debido a su cercanía, la flora y fauna son parecidas a las del parque nacional Big Bend.
La precipitación en la Sierra varía de 250 a 510 mm anuales. La mayoría de las precipitaciones se ocurre en verano. Mediante fotografías satelitales se ha reconocido a la Sierra del Burro como un área de alta actividad de supercelda en verano, por lo que hay riesgo de fuertes tormentas y posibilidad de tornados. No hay pueblos, ciudades o caminos pavimentados en la Sierra. La población escasa en su mayoría habita en ranchos.

## Conservación
La Sierra del Burro se encuentra fuera de los límites de la iniciativa binacional de conservación Corredor internacional Maderas del Carmen-Big Bend, pero los rancheros locales, por temor a la fragmentación de sus tierras, formaron un grupo llamado CONECO para preservar su patrimonio ganadero y promover la conservación de la vida silvestre y el hábitat. El grupo ahora tiene alrededor de 200 000 ha protegidas. Los grupos de conservación nacionales e internacionales ven a CONECO como un modelo para la conservación de tierras privadas en México.
La Sierra del Burro es un destino popular en México para el ciclismo de montaña.